# Wittmann Pál
Wittmann Pál (Temeskeresztes, 1900. október 22. – Temesvár, 1985. január 28.) bánsági magyar zeneszerző, orgonista, kántor.

## Életútja
Kántortanítói oklevelet Nagyváradon szerzett. 1920-tól 1930-ig a Temesvár-erzsébetvárosi római katolikus plébániatemplom, 1930 és 1975 között a Temesvár-gyárvárosi Millenniumi plébániatemplom kántora. Hallószervi bántalmai dacára élete utolsó évtizedében a Temesvár-újkissodai plébániatemplomban vállalt kántori szolgálatot. Orgonistaként, zene- és énekkari karmesterként és karnagyként számos sikeres hangversenyt tartott. Fél évszázadon át több kórust szervezett és vezetett Temesváron.

## Munkássága és emlékezete
Zenei átiratokat készített s kórusműveket komponált Johannes Blum, Franz Kräuter, Maria Mester, Cordula Peregrina, stb. szövegeire. Születésének centenáriumán, 2000. október 22-én márványtáblát lepleztek le emlékére a temesvári Millenniumi templom karzatának falán.